# Stalybridge Celtic
Stalybridge Celtic (offiziell: Stalybridge Celtic Football Club) ist ein englischer Fußballverein aus Stalybridge, North West England, welcher seit 2004 in der Conference North, der sechsthöchsten Spielklasse in England, spielt. Die Spielstätte des Vereins ist das 6.500 Plätze fassende Bower Fold. Einzig in den Jahren 1921 bis 1923 spielte der Verein in der Football League, seitdem ist der Verein in der Ebene des Non-League football aktiv.

## Vereinsgeschichte
Der Verein wurde im Jahr 1909 in Stalybridge, Greater Manchester gegründet, im Vorjahr hatte sich der führende Klub der Stadt, die Stalybridge Rovers, aufgelöst. Der Verein spielte in den ersten zwei Spielzeiten in der Cheshire Amateur League, der Verein wurde 1911 in die Lancashire Combination aufgenommen. Größter Erfolg in der Combination war ein fünfter Rang im Jahr 1917, Stalybridge spielte die folgenden vier Jahre in der Central Division. Der Verein war im Jahr 1921 einer der Gründungsmitglieder der Football League Third Division North. Allerdings zog sich Celtic bereits nach zwei Jahren aus der Liga zurück und spielte danach für viele Jahre in der Cheshire County League. In dieser Zeit gewann Stalybridge mehrere unterklassige Pokale wie die Challenge Shield, Cheshire County League und Midland League, es gelang den Celtics dennoch nicht, in den Profifußball zurückzukehren. Danach spielte der Verein fünf Jahre in der North West Counties Football League. Stalybridge gewann 1984 und 1987 die erste Division der North West Counties League und schaffte den Aufstieg in die Northern Premier League, der damals sechsthöchsten englischen Spielklasse. In dieser Zeit konnten einige Erfolge gefeiert werden, so wurden der Cheshire Senior Cup, Presidents Cup und die Northern Premier League gewonnen. Die Mannschaft spielte in der Saison 2001/02 in der Football Conference, stieg aber nach einem Jahr bereits wieder ab. Im Jahr 2004 wurde Stalybridge eines der Gründungsmitglieder der Conference North, in der die Mannschaft seither spielt. Während der Verein in der Saison 2006/07 nur vier Punkte über den Abstiegsrängen blieb, verpassten die Celtics 2008/09 mit 70 Punkten knapp die Play-offs.

## Ligazugehörigkeit
- 1909–1911: Cheshire Amateur League
- 1911–1917: Lancashire Combination
- 1917–1921: Central League
- 1921–1923: Football League Third Division North
- 1923–1982: Cheshire County League
- 1982–1987: North West Counties League
- 1987–2001: Northern Premier League
- 2001–2002: Football Conference
- 2002–2004: Northern Premier League
- 2004–2017: Conference North
- seit 2017: Northern Premier League

## Erfolge
- Cheshire-County-League-Gewinner: 1980
- Cheshire-County-League-Cup-Sieger: 1922
- Lancashire-Combination-Division-Two-Gewinner: 1912
- Northern-Premier-League-Gewinner: 1992, 2001
- Northern-Premier-League-League-Cup-Gewinner: 1992, 1999

## Bekannte Spieler
- Gordon Armstrong
- Tony Barras
- Jason Batty
- Ben Futcher
- Joe O’Neill
- Lee Todd